# ミミズバーガー (映画)
『ミミズバーガー』（原題：THE WORM EATERS）は、アメリカ合衆国の映画作品。

## キャスト
- ハーブ・ロビンズ
- バリー・ホステットラー
- ジョセフ・サケット
- リンゼイ・アームストロング・ブラック
- ロバート・ギャリソン